# Ca l'Aubert del carrer Sant Cristòfor
Ca l'Aubert del carrer Sant Cristòfor és un edifici del municipi d'Olot protegit com a bé cultural d'interès local.

## Descripció
Edifici d'habitatges col·lectius situat al xamfrà del c/ Font de la Salut i el c/ Sant Cristòfor. Disposa de baixos, entresòl, tres pisos, golfes i terrat. La planta baixa és un garatge. Cada pis presenta quatre finestres a una façana, petites, un balcó que sobresurt, al xamfrà, amb dues finestres a cada banda, i una altra finestra a l'altra façana.

## Història
Bloc d'habitatges conegut també pel nom de cafetín, realitzat pels obrers de la fàbrica "Hijos de J. Aubert, S.A." El Racionalisme, moviment d'origen europeu de la dècada dels 30, va significar una autèntica ruptura amb l'arquitectura tradicional i va posar els fonaments de l'arquitectura contemporània. A Espanya va tenir una durada molt curta (acabada amb l'aixecament franquista). A Olot no hi ha moltes obres i no són de primer ordre. Destaquen els blocs d'habitatges de Ca l'Aubert, el de Ca l'Argence i el de Can Serra, així com els projectes de la Piscina-Estadi i del Mercat Obert.